# Монтобан (регбійний клуб)
Юньон Спортів Монтальбанез (фр. Union sportive Montalbanaise) або Монтобан  — французький регбійний клуб, який виступає у другому дивізіоні національної першості, Про Д2. У 2007 —2010 роках колектив грав у вищій лізі. Команда представляє місто Монтобан департаменту Тарн і Гаронна (регіон Південь-Піренеї). У 1967 році Монтобан завоював титул чемпіона Франції. Двічі (у 2001 та 2006 році) регбісти ставали переможцями другого дивізіоні.
24 травня 2014 роки команда знову завоювала право грати на професійному рівні, перемігши у півфінальному матчі Федераль 1 суперників з Лілля (35:12). У фіналі турніру жителі півдня обіграли клуб Масс (18:14).

## Історія
Клуб було засновано у 1903 році. Клуб виступив вперше на чемпіона в сезоні 1967 року, коли і здобув свій перший титул чемпіона, перемігши команду Бордо-Бегль Жиронда в Бордо з результатом 11:3. Таким образом, команда вийшла в головний дивізіон на сезон 2006—2007.
У першім матчу сезону 2006—2007, Монтобан отримав перемогу над Нарбонн (41:20), здобув 5 очок, (в тому числі і бонусний бал), і після першого раунду посів друге місце в таблиці. Якимось дивовижним образом, як на молоду команду, яка тільки що зуміла дістатись до Топ 14, клуб перемагав лідерів, в тім і Стад Франсе (15:10). Монтобан закінчив сезон посівши сьоме місце — гідне місце для молодої команди. У наступному сезоні, вони знову осіли на сьомій позиції з 14. Оскільки Тулуза авансувала до фіналу Кубка Хайнекен в тому ж році, далі ніж будь-яка команди з Англії чи Італії, Монтобан отримав змогу взяти участь у Кубку Хайнекен 2008—2009 і зустрітись в матчі з командою Манстер.

## Досягнення
Топ 14
- Чемпіон: 1967

Про Д2
- Переможець: 2001, 2006

Федераль 1
- Переможець: 2014

Шаленж де л'Есперанс
- Переможець: 1967

Шаленж Антуан Бегер
- Переможець: 1971

Шаленж Арман Вакран
- Переможець: 2005
- Фіналіст: 2004

## Фінальні матчі

### Топ 14
|                |          |           |                     |                    |               |
| Дата           | Чемпіон  | Результат | Фіналіст            | Стадіон            | Вболівальники |
| 28 травня 1967 | Монтобан | 11:3      | Бордо-Бегль Жиронда | Парк Лескюр, Бордо | 32 115        |

### Федераль 1
|               |          |           |          |                        |               |
| Дата          | Чемпіон  | Результат | Фіналіст | Стадіон                | Вболівальники |
| 7 червня 2014 | Монтобан | 13:8      | Масс     | Жан-Антуан Муе, Лібурн | 4 500         |

## Сезон 2016—2017 Про Д2[3]
| 1 | Ойонна                   | 19                                | 12 | 0 | 7  | 541 | 407 | +134 | 5 | 5 | 58 |
| 2 | Ажен                     | 19                                | 12 | 1 | 6  | 501 | 397 | +104 | 3 | 3 | 56 |
| 3 | Монтобан                 | 19                                | 12 | 0 | 7  | 462 | 322 | +140 | 4 | 2 | 54 |
| 4 | Коломьє                  | 19                                | 12 | 0 | 7  | 473 | 350 | +123 | 3 | 2 | 53 |
| 5 | Мон-де-Марсан            | 19                                | 11 | 0 | 8  | 426 | 383 | +43  | 2 | 6 | 52 |
| 6 | Біарріц Олімпік          | 19                                | 11 | 0 | 8  | 455 | 424 | +31  | 1 | 3 | 48 |
| 7 | Каркассон                | 19                                | 10 | 1 | 8  | 422 | 396 | +26  | 2 | 2 | 46 |
| 8 | Стад Орійяк              | 19                                | 10 | 0 | 9  | 408 | 434 | –26  | 3 | 3 | 46 |
| 9 | Ангулем                  | 19                                | 10 | 1 | 8  | 358 | 382 | -24  | 1 | 1 | 44 |
| 10 | Перпіньян                | 19                                | 8  | 1 | 10 | 419 | 407 | +12  | 5 | 3 | 42 |
| 11 | Дакс                     | 19                                | 9  | 0 | 10 | 413 | 483 | -70  | 1 | 4 | 41 |
| 12 | Нарбонн                  | 19                                | 9  | 1 | 9  | 365 | 474 | −109 | 1 | 0 | 39 |
| 13 | Безьє Еро                | 19                                | 7  | 0 | 12 | 418 | 391 | +27  | 6 | 3 | 37 |
| 14 | Ванн                     | 19                                | 5  | 2 | 12 | 383 | 480 | −97  | 1 | 5 | 30 |
| 15 | Альбі                    | 19                                | 6  | 2 | 11 | 372 | 505 | −133 | 0 | 2 | 30 |
| 16 | Бургуен Жальє            | 19                                | 3  | 1 | 15 | 308 | 489 | −181 | 1 | 4 | 19 |
| Зелений фон Чемпіони, автоматичний аванс до Топ 14. Голубий фон Команди, які вийшли у плей-офф Червоний фон Команди, які вилітають в Федераль 1. Примітки:Якщо дві команди здобули таку саму кількість балів, їх позиція вираховується по результатам різниці зібраних балів. |                          |                                   |    |   |    |     |     |      |   |   |    |
| | 2016–2017 Про Д2 Таблиця | читати · редагувати · обговорення |    |   |    |     |     |      |   |   |    |